# Родники (Белогорский район)

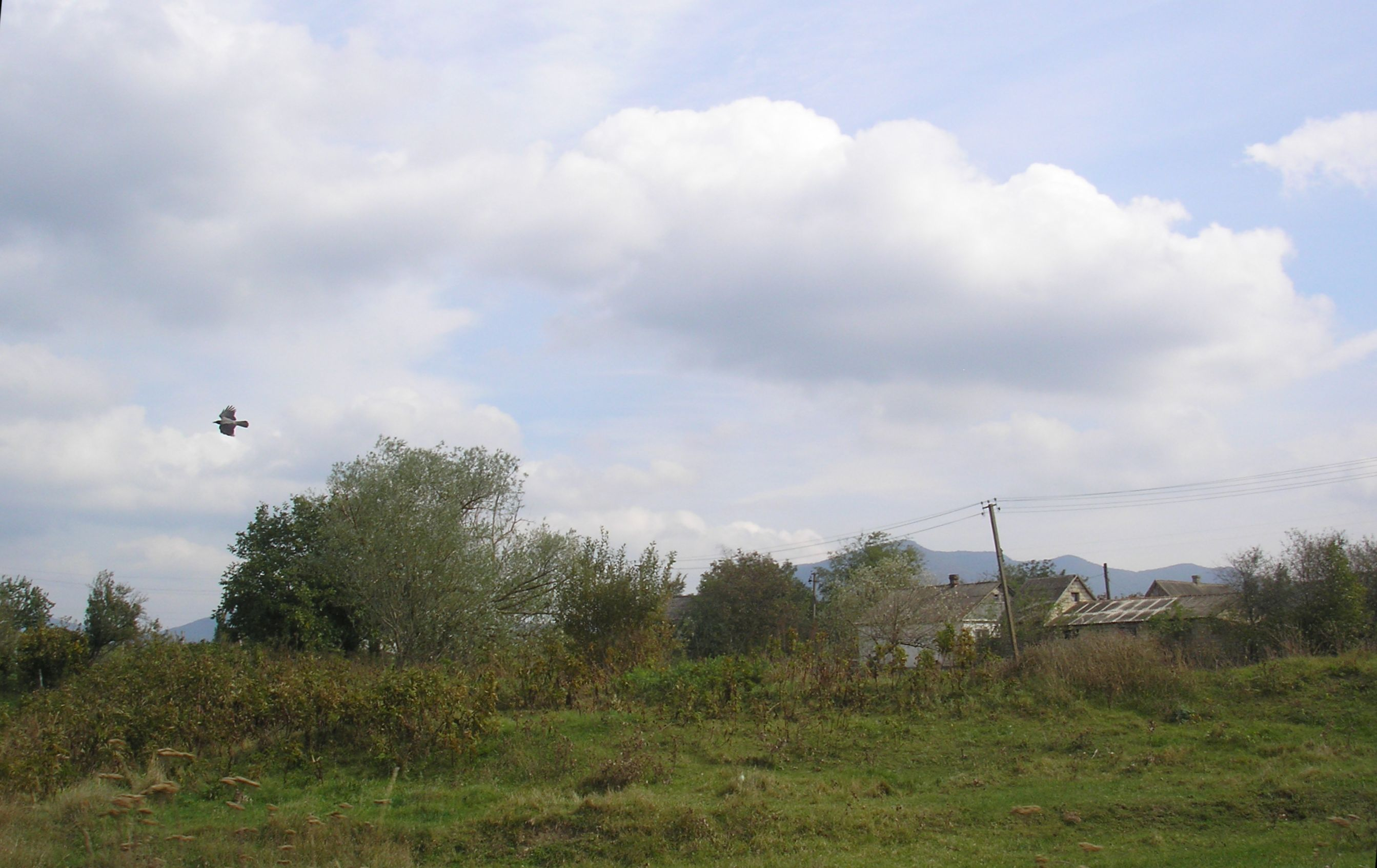

Родники́ (до 1948 года Чокра́к; укр. Родники, крымскотат. Çoqraq, Чокъракъ) — село в Белогорском районе Республики Крым, входит в состав Земляничненского сельского поселения (согласно административно-территориальному делению Украины — Земляничненского сельского совета Автономной Республики Крым).

## Население
| 2001 | 2014 |
| ---- | ---- |
| 41   | ↘39  |

Всеукраинская перепись 2001 года показала следующее распределение по носителям языка
| Язык             | Процент |
| ---------------- | ------- |
| крымскотатарский | 70.73   |
| украинский       | 17.07   |
| русский          | 12.2    |

### Динамика численности
- 1926 год — 35 чел.[10]
- 1989 год — 58 чел.[11]
- 2001 год — 42 чел.
- 2009 год — 40 чел.[12]
- 2014 год — 39 чел.[13]

## Современное состояние
На 2017 год в Родниках числится 1 улица — Есенина; на 2009 год, по данным сельсовета, село занимало площадь 6,5 гектара на которой, в 16 дворах, проживало 40 человек. Родники связаны автобусным сообщением с райцентром и соседними населёнными пунктами.

## География
Родники — небольшое село на востоке района, в горах Внутренней гряды Крымских гор, у истока реки Ташлыксу, правого притока Кучук-Карасу. Село лежит у юго-западного подножия горного массива Кубалач, высота центра села над уровнем моря — 343 м. Соседние сёла: Русское в 2 км на север (в направлении Симферополя) по шоссе и Синекаменка — в 3,5 км на юг в горы.
Расстояние до райцентра — около 18 километров (по шоссе), до ближайшей железнодорожной станции Феодосия — примерно 54 километра. Транспортное сообщение осуществляется по региональной автодороге 35К-003 Симферополь — Феодосия (по украинской классификации — P-23).

## История
Впервые поселение упоминается в материалах переписи 1926 года, где, согласно Списку населённых пунктов Крымской АССР по Всесоюзной переписи 17 декабря 1926 года, на хуторе Чокрак, в составе упразднённого к 1940 году Кокташского сельсовета Карасубазарского района, числилось 7 дворов, все крестьянские, население составляло 35 человек, из них 31 русский, 3 украинца и 1 грек.
После освобождения Крыма, 12 августа 1944 года было принято постановление № ГОКО-6372с «О переселении колхозников в районы Крыма», в исполнение которого в район завезли переселенцев: 6000 человек из Тамбовской и 2100 — Курской областей, в том числе и в Орталан, а в начале 1950-х годов последовала вторая волна переселенцев из различных областей Украины. С 25 июня 1946 года Чокрак в составе Крымской области РСФСР. Указом Президиума Верховного Совета РСФСР от 18 мая 1948 года, Чокрак переименовали в Родники (прямой перевод крымскотатарского названия). 26 апреля 1954 года Крымская область была передана из состава РСФСР в состав УССР. Время переподчинения Богатовскому сельсовету пока не установлено: на 15 июня 1960 года село уже числилось в его составе, как и на 1977 год. С отнесением к Земляничненскому сельсовету тоже пока нет ясности. По данным переписи 1989 года в селе проживало 58 человек. С 12 февраля 1991 года село в восстановленной Крымской АССР, 26 февраля 1992 года переименованной в Автономную Республику Крым. С 21 марта 2014 года — в составе Республики Крым России.